# Saison 2009 de l'équipe cycliste Caisse d'Épargne
La saison 2009 de l'équipe cycliste Caisse d'Épargne est la trentième de l'équipe.

## Préparation de la saison 2009

### Arrivées et départs
| Arrivées          | Équipe 2008            |
| ----------------- | ---------------------- |
| Andrey Amador     | Lizarte                |
| Rui Costa         | Benfica                |
| Arnold Jeannesson | Auber 93               |
| Vasil Kiryienka   | Tinkoff Credit Systems |
| Ángel Madrazo     |                        |

| Départs          | Équipe 2009           |
| ---------------- | --------------------- |
| Vladimir Karpets | Katusha               |
| Joan Horrach     | Katusha               |
| José Rujano      | Gobernación del Zulia |
| Fabien Patanchon | Entente Sud Gascogne  |

## Coureurs et encadrement technique

### Effectif
| Cycliste                   | Date de naissance | Nationalité | Équipe 2008            |
| -------------------------- | ----------------- | ----------- | ---------------------- |
| Andrey Amador              | 29 août 1986      | Costa Rica  | Lizarte                |
| David Arroyo               | 7 janvier 1980    | Espagne     | Caisse d'Épargne       |
| Anthony Charteau           | 4 juin 1979       | France      | Caisse d'Épargne       |
| Rui Costa                  | 5 octobre 1986    | Portugal    | Benfica                |
| Arnaud Coyot               | 6 octobre 1980    | France      | Caisse d'Épargne       |
| Mathieu Drujon             | 1er février 1983  | France      | Caisse d'Épargne       |
| Imanol Erviti              | 15 novembre 1983  | Espagne     | Caisse d'Épargne       |
| José Vicente García Acosta | 4 août 1972       | Espagne     | Caisse d'Épargne       |
| José Iván Gutiérrez        | 27 novembre 1978  | Espagne     | Caisse d'Épargne       |
| Arnold Jeannesson          | 15 janvier 1986   | France      | Auber 93               |
| Vasil Kiryienka            | 28 juin 1981      | Biélorussie | Tinkoff Credit Systems |
| Pablo Lastras              | 20 janvier 1976   | Espagne     | Caisse d'Épargne       |
| David López García         | 13 mai 1981       | Espagne     | Caisse d'Épargne       |
| Alberto Losada             | 28 février 1982   | Espagne     | Caisse d'Épargne       |
| Ángel Madrazo              | 30 juillet 1988   | Espagne     |                        |
| Daniel Moreno              | 5 septembre 1981  | Espagne     | Caisse d'Épargne       |
| Luis Pasamontes            | 2 octobre 1979    | Espagne     | Caisse d'Épargne       |
| Óscar Pereiro              | 3 août 1977       | Espagne     | Caisse d'Épargne       |
| Francisco Pérez Sánchez    | 22 juillet 1978   | Espagne     | Caisse d'Épargne       |
| Marlon Pérez               | 10 janvier 1976   | Colombie    | Caisse d'Épargne       |
| Mathieu Perget             | 19 septembre 1984 | France      | Caisse d'Épargne       |
| Nicolas Portal             | 23 avril 1979     | France      | Caisse d'Épargne       |
| Joaquim Rodríguez          | 12 mars 1979      | Espagne     | Caisse d'Épargne       |
| José Joaquín Rojas         | 8 juin 1985       | Espagne     | Caisse d'Épargne       |
| Luis León Sánchez          | 24 novembre 1983  | Espagne     | Caisse d'Épargne       |
| Rigoberto Urán             | 26 janvier 1987   | Colombie    | Caisse d'Épargne       |
| Alejandro Valverde         | 25 avril 1980     | Espagne     | Caisse d'Épargne       |
| Xabier Zandio              | 17 mars 1977      | Espagne     | Caisse d'Épargne       |

## Bilan de la saison

### Victoires
| Date       | Course                                             | Pays    | Classe | Vainqueur          |
| ---------- | -------------------------------------------------- | ------- | ------ | ------------------ |
| 11/02/2009 | 2e étape du Tour méditerranéen                     | France  | 2.1    | Caisse d'Épargne   |
| 15/02/2009 | Classement général du Tour méditerranéen           | France  | 2.1    | Luis León Sánchez  |
| 21/02/2009 | 1re étape du Tour du Haut-Var                      | France  | 2.1    | Luis León Sánchez  |
| 14/03/2009 | 4e étape de Tirreno-Adriatico                      | Italie  | HIS    | Joaquim Rodríguez  |
| 14/03/2009 | 7e étape de Paris-Nice                             | France  | HIS    | Luis León Sánchez  |
| 15/03/2009 | Classement général de Paris-Nice                   | France  | HIS    | Luis León Sánchez  |
| 25/03/2009 | 3e étape du Tour de Castille et Léon               | Espagne | 2.1    | Alejandro Valverde |
| 27/03/2009 | 5e étape du Tour de Castille et Léon               | Espagne | 2.1    | Alejandro Valverde |
| 06/04/2009 | 1re étape du Tour du Pays basque                   | Espagne | PT     | Luis León Sánchez  |
| 12/04/2009 | Klasika Primavera                                  | Espagne | 1.1    | Alejandro Valverde |
| 10/05/2009 | Classement général des Quatre Jours de Dunkerque   | France  | 2.HC   | Rui Costa          |
| 20/05/2009 | 2e étape du Tour de Catalogne                      | Espagne | PT     | Alejandro Valverde |
| 24/05/2009 | Classement général du Tour de Catalogne            | Espagne | PT     | Alejandro Valverde |
| 14/06/2009 | Classement général du Critérium du Dauphiné libéré | France  | PT     | Alejandro Valverde |
| 11/07/2009 | 8e étape du Tour de France                         | France  | HIS    | Luis León Sánchez  |
| 06/08/2009 | 2e étape du Tour de Burgos                         | Espagne | 2.HC   | Joaquim Rodríguez  |
| 09/08/2009 | Classement général du Tour de Burgos               | Espagne | 2.HC   | Alejandro Valverde |
| 10/08/2009 | 2e étape du Tour de l'Ain                          | France  | 2.1    | José Joaquín Rojas |
| 20/08/2009 | 3e étape du Tour du Limousin                       | France  | 2.1    | David Arroyo       |
| 21/08/2009 | Classement général du Tour du Limousin             | France  | 2.1    | Mathieu Perget     |
| 20/09/2009 | Classement général du Tour d'Espagne               | Espagne | HIS    | Alejandro Valverde |
| 07/10/2009 | 3e étape du Tour de Chihuahua                      | Mexique | 2.2    | Rui Costa          |
| 08/10/2009 | 4e étape du Tour de Chihuahua                      | Mexique | 2.2    | Daniel Moreno      |

### Résultats sur les courses majeures
Les tableaux suivants représentent les résultats de l'équipe dans les principales courses du calendrier international (les cinq classiques majeures et les trois grands tours). Pour chaque épreuve est indiqué le meilleur coureur de l'équipe, son classement ainsi que les accessits glanés par Caisse d'Épargne sur les courses de trois semaines.

#### Classiques
| Classique            | Milan-San Remo          | Tour des Flandres   | Paris-Roubaix       | Liège-Bastogne-Liège   | Tour de Lombardie    |
| -------------------- | ----------------------- | ------------------- | ------------------- | ---------------------- | -------------------- |
| Coureur (classement) | Luis León Sánchez (34e) | Imanol Erviti (56e) | Imanol Erviti (40e) | Joaquim Rodríguez (2e) | Rigoberto Urán (21e) |

#### Grands tours
| Grand tour           | Tour d'Italie     | Tour de France                         | Tour d'Espagne                                                   |
| -------------------- | ----------------- | -------------------------------------- | ---------------------------------------------------------------- |
| Coureur (classement) | David Arroyo (8e) | Luis León Sánchez (26e)                | Alejandro Valverde (1er)                                         |
| Accessits            | -                 | 1 victoire d'étape (Luis León Sánchez) | Classement général et classement du combiné (Alejandro Valverde) |

### Classement UCI
L'équipe Caisse d'Épargne termine à la deuxième place du Calendrier mondial avec 1 048 points. Ce total est obtenu par l'addition des points des cinq meilleurs coureurs de l'équipe au classement individuel que sont Alejandro Valverde, 2e avec 483 points, Luis León Sánchez, 20e avec 322 points, Joaquim Rodríguez, 32e avec 147 points, Daniel Moreno, 42e avec 117 points, et José Joaquín Rojas, 54e avec 90 points.
| Rang | Coureur            | Points |
| ---- | ------------------ | ------ |
| 2    | Alejandro Valverde | 483    |
| 20   | Luis León Sánchez  | 211    |
| 32   | Joaquim Rodríguez  | 147    |
| 42   | Daniel Moreno      | 117    |
| 54   | José Joaquín Rojas | 90     |
| 90   | Rigoberto Urán     | 50     |
| 103  | David Arroyo       | 33     |
| 155  | Vasil Kiryienka    | 11     |
| 161  | Pablo Lastras      | 10     |